# 朱靖旬
朱靖旬（1834年—1895年），字敏齋，河南彰德府安陽縣（今河南省安陽市）人，清朝政治人物、進士出身。
咸豐八年，鄉試中舉；咸豐九年，登進士。同治元年，任直隸正定府正定縣知縣；同治四年，任直隸保定府清苑縣知縣。同治十一年，署直隸灤州知州。同治十三年，任直隸深州直隸州知州。同治十年，任直隸保定府知府。光緒二十年，署直隸清河道、湖南岳常澧道。光緒二十一年，任直隸按察使，署直隸布政使。